# Міхневич Андрій Анатолійович
Андрій Анатолійович Міхневич  (біл. Андрэй Анатолевіч Міхневіч, 12 липня 1976) — білоруський легкоатлет, олімпійський медаліст. Чоловік Наталії Міхневич, срібної призерки літніх Олімпійських ігор 2008.

## Виступи на Олімпіадах
| Олімпіада   | Дисципліна     | Місце |
| ----------- | -------------- | ----- |
| Сідней 2000 | штовхання ядра | 9     |
| Афіни 2004  | штовхання ядра | 5     |
| Пекін 2008  | штовхання ядра | 3     |